# Koki Anzai
Koki Anzai (安西幸輝, Anzai Kōki), né le 31 mai 1995 dans la préfecture de Hyōgo au Japon est un footballeur international japonais. Il évolue au poste d'arrière latéral au Kashima Antlers.

## Biographie

### Débuts au Japon
Koki Anzai fait ses débuts professionnels avec le club du Tokyo Verdy, où il est formé. En janvier 2015 il fait un essai de quelques jours à West Ham United avant de retourner au Tokyo Verdy. Il dispute avec cette équipe plus de 150 matchs en deuxième division japonaise.
Le 1er janvier 2018, il s'engage librement avec le club des Kashima Antlers. Il inscrit avec cette équipe trois buts en première division japonaise lors de la saison 2018. Cette même année, il remporte la Ligue des champions d'Asie, en battant le club du Persépolis Téhéran en finale. Il dispute ensuite la Coupe du monde des clubs, où son équipe se classe quatrième.

### Portimonense SC
Le 9 juillet 2019 Koki Anzai part pour l'Europe et s'engage avec le Portimonense SC, au Portugal. Il joue son premier match sous ses nouvelles couleurs le 3 août 2019 face à l'Académia Coimbra lors d'un match de Coupe de la Ligue du Portugal. Il est titulaire ce jour-là et contribue à la victoire de son équipe en délivrant une passe décisive (2-0). Le 9 août suivant il joue son premier match de Liga NOS lors de la première journée de la saison 2019-2020 face au Belenenses SAD (0-0).

### Retour au Kashima Antlers
Le 15 juillet 2021, Koki Anzai fait son retour dans son pays natal et dans son ancien club, le Kashima Antlers. Il signe un contrat de cinq ans.

### En sélection
Koki Anzai fait ses débuts avec l'équipe du Japon le 22 mars 2019, à l'occasion d'un match amical face à la Colombie. Il entre en jeu à la place de Sho Sasaki. Les Japonais s'inclinent sur le score de 0-1. Il est titulaire quatre jours plus tard, lors de la victoire de son équipe par un but à zéro face à la Bolivie.

## Palmarès
Kashima Antlers
- Vainqueur de la Ligue des champions d'Asie en 2018.